# Lista de deputados federais do Brasil da 43.ª legislatura
Esta é a lista de deputados federais do Brasil da 43.ª legislatura do Congresso Nacional. Inclui-se o nome civil dos parlamentares, o partido ao qual eram filiados na data da posse e a quantidade de votos que receberam para sua eleição, sua unidade federativa de origem, bem como outras informações. Esta legislatura da Câmara dos Deputados durou de 1.º de fevereiro de 1967 a 31 de janeiro de 1971.

## Composição das bancadas
| # | Partido | Líder         | Bancada   | Posição  |
| - | ------- | ------------- | --------- | -------- |
|   | ARENA   | Ernani Sátiro | 277 / 409 | Governo  |
|   | MDB     | Mário Covas   | 132 / 409 | Oposição |

## Mesa diretora
| Imagem | Cargo              | Nome                                                            | Partido | Estado            |
| ------ | ------------------ | --------------------------------------------------------------- | ------- | ----------------- |
|        | Presidente         | José Bonifácio de Andrada (José Bonifácio Lafayette de Andrada) | ARENA   | Minas Gerais      |
|        | 1° Vice-Presidente | Antônio Carlos Magalhães (Antônio Carlos Peixoto de Magalhães)  | ARENA   | Bahia             |
|        | 2° Vice-Presidente | João Baptista Ramos                                             | ARENA   | São Paulo         |
|        | 1° Secretário      | Geraldo Freire (Geraldo Freire da Silva)                        | ARENA   | Minas Gerais      |
|        | 2° Secretário      | Euclides Triches                                                | ARENA   | Rio Grande do Sul |
|        | 3° Secretário      | Osmar Cunha                                                     | ARENA   | Santa Catarina    |
|        | 4° Secretário      | Alexandre Costa (Alexandre Alves Costa)                         | ARENA   | Maranhão          |
|        | 1° Suplente        | Pedro Gondim (Pedro Moreno Gondim)                              | ARENA   | Paraíba           |
|        | 2° Suplente        | Joaquim Parente (Joaquim Santos Parente)                        | ARENA   | Piauí             |
|        | 3° Suplente        | Segismundo Andrade (Segismundo Gonçalves de Andrade)            | ARENA   | Alagoas           |
|        | 4° Suplente        | Daso Coimbra (Daso de Oliveira Coimbra)                         | ARENA   | Rio de Janeiro    |

## Relação
São relacionados os candidatos eleitos com informações complementares da Câmara dos Deputados.
| Os Deputados desta legislatura | Partido | Votação |
| Acre                           | Acre    | Acre    |
| ------------------------------ | ------- | ------- |
| Maria Lúcia Araújo             | MDB     | 2.421   |
| Geraldo Mesquita               | ARENA   | 1.792   |
| Mário Maia                     | MDB     | 1.665   |
| Nosser Almeida                 | ARENA   | 1.538   |
| Wanderley Dantas               | ARENA   | 1.424   |
| Jorge Lavocat                  | ARENA   | 1.372   |
| Rui Lino                       | MDB     | 843     |
| Alagoas                        |         |         |
| Oséas Cardoso                  | ARENA   | 25.650  |
| Djalma Falcão                  | MDB     | 14.087  |
| Segismundo Andrade             | ARENA   | 11.214  |
| Luís Cavalcanti                | ARENA   | 10.203  |
| Oceano Carleial                | ARENA   | 8.917   |
| Cleto Marques                  | MDB     | 8.854   |
| José Pereira Lúcio             | ARENA   | 8.460   |
| Medeiros Neto                  | ARENA   | 8.206   |
| Aloysio Nonô                   | MDB     | 6.327   |
| Amapá                          |         |         |
| Janary Nunes                   | ARENA   | 5.957   |
| Amazonas                       |         |         |
| José Esteves                   | ARENA   | 16.394  |
| Bernardo Cabral                | MDB     | 11.861  |
| Leopoldo Peres                 | ARENA   | 7.479   |
| José Lindoso                   | ARENA   | 6.824   |
| Abraão Sabbá                   | ARENA   | 6.407   |
| Raimundo Parente               | ARENA   | 5.271   |
| Joel Ferreira                  | MDB     | 4.485   |
| Bahia                          |         |         |
| Luís Viana Neto                | ARENA   | 73.504  |
| Antônio Carlos Magalhães       | ARENA   | 59.077  |
| Oliveira Brito                 | ARENA   | 37.406  |
| Manoel Novaes                  | ARENA   | 34.479  |
| Necy Novaes                    | ARENA   | 31.434  |
| Wilson Falcão                  | ARENA   | 26.582  |
| Mário Piva                     | MDB     | 26.561  |
| Theódulo Albuquerque           | ARENA   | 25.977  |
| Rui Santos                     | ARENA   | 25.113  |
| Manso Cabral                   | ARENA   | 24.934  |
| Fernando Magalhães             | ARENA   | 23.461  |
| Tourinho Dantas                | ARENA   | 22.793  |
| Oscar Cardoso                  | ARENA   | 19.264  |
| Heitor Dias                    | ARENA   | 18.864  |
| Odulfo Domingues               | ARENA   | 18.807  |
| José Penedo                    | ARENA   | 18.256  |
| João Borges                    | MDB     | 18.063  |
| Alves Macedo                   | ARENA   | 17.720  |
| Luiz Paulo Athayde             | ARENA   | 17.649  |
| Luís Braga                     | ARENA   | 17.511  |
| Edvaldo Flores                 | ARENA   | 17.451  |
| Raimundo Brito                 | ARENA   | 17.423  |
| Ney Ferreira                   | MDB     | 15.437  |
| João Alves                     | ARENA   | 14.680  |
| Vasco Filho                    | ARENA   | 12.807  |
| Clodoaldo Costa                | ARENA   | 12.389  |
| Edgar Pereira                  | MDB     | 12.215  |
| Régis Pacheco                  | MDB     | 12.167  |
| Gastão Pedreira                | MDB     | 11.844  |
| Hanequim Dantas                | ARENA   | 10.491  |
| Rubem Nogueira                 | ARENA   | 9.116   |
| Ceará                          |         |         |
| Virgílio Távora                | ARENA   | 73.213  |
| Flávio Marcílio                | ARENA   | 29.623  |
| Humberto Bezerra               | ARENA   | 27.766  |
| Martins Rodrigues              | MDB     | 26.778  |
| Manoel Rodrigues               | ARENA   | 24.691  |
| Furtado Leite                  | ARENA   | 23.254  |
| José Dias de Macedo            | ARENA   | 23.254  |
| Régis Barroso                  | ARENA   | 22.107  |
| Edilson Távora                 | ARENA   | 20.842  |
| Ernesto Valente                | ARENA   | 20.176  |
| Paes de Andrade                | MDB     | 19.409  |
| Ossian Araripe                 | ARENA   | 18.054  |
| Delmiro Oliveira               | ARENA   | 17.339  |
| Walter Sá                      | ARENA   | 16.509  |
| Álvaro Lins                    | MDB     | 15.931  |
| Figueiredo Correia             | MDB     | 15.803  |
| Vicente Ferrer                 | ARENA   | 15.427  |
| Padre Vieira                   | MDB     | 15.026  |
| Leão Sampaio                   | ARENA   | 14.258  |
| Josias Gomes                   | ARENA   | 14.245  |
| Jonas Carlos                   | ARENA   | 11.739  |
| Espírito Santo                 |         |         |
| João Calmon                    | ARENA   | 29.233  |
| Osvaldo Zanello                | ARENA   | 24.308  |
| Mário Gurgel                   | MDB     | 23.385  |
| Raimundo Andrade               | ARENA   | 20.814  |
| Dirceu Cardoso                 | MDB     | 19.698  |
| Feu Rosa                       | ARENA   | 18.661  |
| José Parente Frota             | ARENA   | 16.162  |
| Floriano Rubim                 | ARENA   | 15.985  |
| Goiás                          |         |         |
| Jales Machado                  | ARENA   | 49.137  |
| Paulo Campos                   | MDB     | 25.772  |
| Benedito Ferreira              | ARENA   | 24.940  |
| Ary Valadão                    | ARENA   | 23.080  |
| Anapolino de Faria             | MDB     | 22.927  |
| Emival Caiado                  | ARENA   | 22.877  |
| Rezende Monteiro               | ARENA   | 20.375  |
| Antônio Magalhães              | MDB     | 19.622  |
| José Freire                    | MDB     | 18.104  |
| Vilmar Guimarães               | ARENA   | 17.249  |
| Joaquim Cordeiro               | ARENA   | 16.402  |
| Celestino Filho                | MDB     | 15.875  |
| Lisboa Machado                 | ARENA   | 14.388  |
| Guanabara                      |         |         |
| Chagas Freitas                 | MDB     | 157.774 |
| Rafael de Almeida Magalhães    | ARENA   | 87.428  |
| Raul Brunini                   | MDB     | 59.025  |
| Rubem Medina                   | MDB     | 54.090  |
| Gonzaga da Gama Filho          | MDB     | 46.658  |
| Veiga Brito                    | ARENA   | 42.618  |
| Amaral Neto                    | MDB     | 35.821  |
| Flexa Ribeiro                  | ARENA   | 34.024  |
| Nelson Carneiro                | MDB     | 28.946  |
| José Colagrossi                | MDB     | 25.661  |
| Valdir Simões                  | MDB     | 23.661  |
| Breno da Silveira              | MDB     | 21.783  |
| Márcio Moreira Alves           | MDB     | 18.506  |
| Lopo Coelho                    | ARENA   | 18.101  |
| Pedro Faria                    | MDB     | 17.664  |
| Jamil Amiden                   | MDB     | 16.392  |
| Erasmo Martins Pedro           | MDB     | 15.810  |
| Reinaldo Santana               | MDB     | 15.519  |
| Hermano Alves                  | MDB     | 13.809  |
| Adauto Lúcio Cardoso           | ARENA   | 11.068  |
| Cardoso de Menezes             | ARENA   | 7.904   |
| Maranhão                       |         |         |
| Américo de Souza               | ARENA   | 18.515  |
| Henrique de La Rocque          | ARENA   | 17.987  |
| Alexandre Costa                | ARENA   | 14.811  |
| José Marão Filho               | ARENA   | 12.448  |
| Osvaldo Nunes Freire           | ARENA   | 12.275  |
| Eurico Ribeiro                 | ARENA   | 11.889  |
| Renato Archer                  | MDB     | 11.782  |
| Pires de Saboia                | ARENA   | 10.408  |
| Ivar Saldanha                  | ARENA   | 10.355  |
| Raimundo Bogéa                 | ARENA   | 7.837   |
| Freitas Diniz                  | MDB     | 6.812   |
| Cid Carvalho                   | MDB     | 6.422   |
| Vieira da Silva                | ARENA   | 6.419   |
| Emílio Murad                   | ARENA   | 6.327   |
| Themístocles Teixeira          | ARENA   | 5.762   |
| Afonso Matos                   | ARENA   | 5.383   |
| Mato Grosso                    |         |         |
| José Garcia Neto               | ARENA   | 25.687  |
| Saldanha Derzi                 | ARENA   | 18.410  |
| Wilson Martins                 | MDB     | 15.744  |
| Rachid Mamed                   | ARENA   | 14.632  |
| Marcílio Lima                  | ARENA   | 13.984  |
| Weimar Torres                  | ARENA   | 13.580  |
| José Feliciano de Figueiredo   | MDB     | 8.430   |
| Edil Ferraz                    | ARENA   | 8.368   |
| Minas Gerais                   |         |         |
| Magalhães Pinto                | ARENA   | 187.567 |
| João Herculino                 | MDB     | 75.599  |
| Israel Pinheiro Filho          | ARENA   | 64.736  |
| Tancredo Neves                 | MDB     | 55.209  |
| Guilherme Machado              | ARENA   | 51.746  |
| Gilberto Faria                 | ARENA   | 50.839  |
| Rondon Pacheco                 | ARENA   | 49.100  |
| Murilo Badaró                  | ARENA   | 48.096  |
| Guilhermino de Oliveira        | ARENA   | 47.959  |
| Ozanam Coelho                  | ARENA   | 39.595  |
| Renato Azeredo                 | MDB     | 38.303  |
| Bias Fortes                    | ARENA   | 38.150  |
| Aureliano Chaves               | ARENA   | 37.810  |
| Ultimo de Carvalho             | ARENA   | 37.613  |
| José Bonifácio                 | ARENA   | 34.989  |
| Aécio Cunha                    | ARENA   | 33.669  |
| Pinheiro Chagas                | ARENA   | 33.177  |
| Francelino Pereira             | ARENA   | 31.364  |
| Hugo Aguiar                    | ARENA   | 30.676  |
| Austregésilo de Mendonça       | ARENA   | 28.857  |
| Celso Passos                   | MDB     | 28.523  |
| João Batista Miranda           | ARENA   | 28.462  |
| Nogueira de Rezende            | ARENA   | 28.462  |
| Manoel Taveira                 | ARENA   | 27.597  |
| Manoel de Almeida              | ARENA   | 26.482  |
| Dnar Mendes                    | ARENA   | 26.186  |
| Monteiro de Castro             | ARENA   | 25.964  |
| José Maria Alkmin              | ARENA   | 25.641  |
| Walter Passos                  | ARENA   | 24.849  |
| Sinval Boaventura              | ARENA   | 24.811  |
| Gilberto Almeida               | ARENA   | 23.482  |
| José Maria Magalhães           | MDB     | 23.312  |
| Edgar Pereira                  | ARENA   | 22.945  |
| Gustavo Capanema               | ARENA   | 22.261  |
| Pedro Vidigal                  | ARENA   | 21.022  |
| Luiz de Paula Ferreira         | ARENA   | 20.968  |
| Hélio Garcia                   | ARENA   | 20.953  |
| Bento Gonçalves                | ARENA   | 20.540  |
| Aquiles Diniz                  | MDB     | 18.937  |
| Edgar da Mata Machado          | MDB     | 18.512  |
| Maurício de Andrade            | ARENA   | 16.903  |
| Elias Carmo                    | ARENA   | 16.814  |
| Geraldo Freire                 | ARENA   | 15.925  |
| Paulo Freire                   | ARENA   | 15.881  |
| Simão da Cunha                 | MDB     | 14.475  |
| José Nobre                     | MDB     | 14.375  |
| Nísia Carone                   | MDB     | 14.226  |
| Milton Reis                    | MDB     | 14.036  |
| Pará                           |         |         |
| Montenegro Duarte              | ARENA   | 21.584  |
| Gabriel Hermes                 | ARENA   | 20.518  |
| Armando Carneiro               | ARENA   | 19.633  |
| Juvêncio Dias                  | ARENA   | 19.333  |
| Gilberto Azevedo               | ARENA   | 15.717  |
| Martins Júnior                 | ARENA   | 13.642  |
| Haroldo Veloso                 | ARENA   | 12.156  |
| Hélio Gueiros                  | MDB     | 11.562  |
| Armando Corrêa                 | ARENA   | 10.834  |
| João Menezes                   | MDB     | 9.940   |
| Paraíba                        |         |         |
| Janduhy Carneiro               | MDB     | 26.909  |
| Humberto Lucena                | MDB     | 24.778  |
| Pedro Gondim                   | ARENA   | 24.563  |
| Teotônio Neto                  | ARENA   | 23.976  |
| Renato Ribeiro                 | ARENA   | 20.888  |
| Wilson Braga                   | ARENA   | 20.815  |
| Flaviano Ribeiro               | ARENA   | 18.890  |
| Ernani Sátiro                  | ARENA   | 18.124  |
| Petrônio Figueiredo            | MDB     | 17.809  |
| Manuel Vieira                  | ARENA   | 17.737  |
| Vital do Rego                  | ARENA   | 16.386  |
| Bivar Olinto                   | MDB     | 15.239  |
| José Gadelha                   | MDB     | 13.169  |
| Paraná                         |         |         |
| João Paulino                   | ARENA   | 50.204  |
| Zacarias Seleme                | ARENA   | 49.492  |
| Léo de Almeida Neves           | MDB     | 48.805  |
| Alberto Costa                  | ARENA   | 44.755  |
| Haroldo Leon Peres             | ARENA   | 42.471  |
| Acioly Filho                   | ARENA   | 40.671  |
| Cid Rocha                      | ARENA   | 39.263  |
| Emílio Gomes                   | ARENA   | 37.045  |
| Alípio de Carvalho             | ARENA   | 30.335  |
| Jorge Curi                     | ARENA   | 30.099  |
| Renato Celidônio               | MDB     | 29.841  |
| Antônio Ueno                   | ARENA   | 28.735  |
| Hermes Macedo                  | ARENA   | 28.622  |
| Moacir Silvestri               | ARENA   | 27.677  |
| Justino Pereira                | ARENA   | 26.938  |
| Agostinho Rodrigues            | ARENA   | 26.290  |
| José Richa                     | MDB     | 22.994  |
| Minoro Miyamoto                | ARENA   | 22.879  |
| Lírio Bertoli                  | ARENA   | 18.742  |
| Braga Ramos                    | ARENA   | 18.597  |
| Kalil Maia Neto                | ARENA   | 18.524  |
| Fernando Gama                  | MDB     | 16.881  |
| Henio Romagnolli               | ARENA   | 16.725  |
| José Carlos Leprevost          | ARENA   | 15.553  |
| Antônio Annibelli              | MDB     | 14.157  |
| Pernambuco                     |         |         |
| Cid Sampaio                    | ARENA   | 43.925  |
| Costa Cavalcanti               | ARENA   | 35.435  |
| Osvaldo Coelho                 | ARENA   | 31.749  |
| Milvernes Lima                 | ARENA   | 31.290  |
| João Roma                      | ARENA   | 31.247  |
| Estácio Souto Maior            | ARENA   | 25.025  |
| Tabosa de Almeida              | ARENA   | 21.633  |
| Aderbal Jurema                 | ARENA   | 21.447  |
| Osvaldo Lima Filho             | MDB     | 21.326  |
| Thales Ramalho                 | MDB     | 20.839  |
| José Carlos Guerra             | ARENA   | 20.310  |
| Carlos Alberto Oliveira        | ARENA   | 17.874  |
| Josias Leite                   | ARENA   | 17.593  |
| Geraldo Guedes                 | ARENA   | 17.099  |
| Augusto Novaes                 | ARENA   | 15.233  |
| Ney Maranhão                   | ARENA   | 15.159  |
| Aurino Valois                  | ARENA   | 15.004  |
| Arruda Câmara                  | ARENA   | 14.932  |
| Paulo Maciel                   | ARENA   | 14.398  |
| Heráclio Rego                  | ARENA   | 14.211  |
| Moury Fernandes                | ARENA   | 14.107  |
| João Lyra Filho                | MDB     | 13.765  |
| Antônio Neves                  | MDB     | 12.713  |
| Adelmar Carvalho               | MDB     | 11.030  |
| Piauí                          |         |         |
| Fausto Gaioso                  | ARENA   | 27.046  |
| Heitor Cavalcanti              | ARENA   | 23.092  |
| Milton Brandão                 | ARENA   | 22.447  |
| Chagas Rodrigues               | MDB     | 17.742  |
| Paulo Ferraz                   | ARENA   | 17.492  |
| Joaquim Parente                | ARENA   | 17.146  |
| Ezequias Costa                 | ARENA   | 14.993  |
| Sousa Santos                   | ARENA   | 14.123  |
| Rio de Janeiro                 |         |         |
| Amaral Peixoto                 | MDB     | 49.414  |
| Júlia Steinbruch               | MDB     | 44.050  |
| Getúlio de Moura               | MDB     | 30.086  |
| Rozendo de Souza               | ARENA   | 29.152  |
| Luís Braz                      | ARENA   | 28.736  |
| Raimundo Padilha               | ARENA   | 26.753  |
| Paulo Biar                     | ARENA   | 24.862  |
| Afonso Celso                   | MDB     | 23.944  |
| Daso Coimbra                   | ARENA   | 23.143  |
| Adolfo Oliveira                | MDB     | 21.701  |
| José Sally                     | ARENA   | 21.590  |
| Mário de Abreu                 | ARENA   | 19.493  |
| Dayl de Almeida                | ARENA   | 18.851  |
| Altair Lima                    | MDB     | 18.747  |
| Glênio Martins                 | MDB     | 18.673  |
| Mário Tamborindeguy            | ARENA   | 18.177  |
| Edésio Nunes                   | MDB     | 16.652  |
| Edgard de Almeida              | MDB     | 15.454  |
| Rockfeller de Lima             | ARENA   | 15.357  |
| Sadi Bogado                    | MDB     | 15.146  |
| José Maria Ribeiro             | MDB     | 14.715  |
| Rio Grande do Norte            |         |         |
| Aluizio Alves                  | ARENA   | 59.985  |
| Vingt Rosado                   | ARENA   | 29.490  |
| Jessé Freire                   | ARENA   | 26.456  |
| Djalma Marinho                 | ARENA   | 22.546  |
| Teodorico Bezerra              | ARENA   | 21.826  |
| Aluizio Bezerra                | ARENA   | 18.260  |
| Grimaldi Ribeiro               | ARENA   | 14.741  |
| Rio Grande do Sul              |         |         |
| Floriceno Paixão               | MDB     | 78.752  |
| Tarso Dutra                    | ARENA   | 65.468  |
| Brito Velho                    | ARENA   | 60.288  |
| Alberto Hoffmann               | ARENA   | 54.844  |
| Antônio Bresolin               | MDB     | 54.037  |
| Lauro Leitão                   | ARENA   | 46.890  |
| Mariano Beck                   | MDB     | 44.050  |
| Adílio Viana                   | MDB     | 41.451  |
| Ary Alcântara                  | ARENA   | 35.301  |
| Amaral de Souza                | ARENA   | 32.334  |
| Euclides Triches               | ARENA   | 31.265  |
| Clóvis Pestana                 | ARENA   | 29.129  |
| Matheus Schmidt                | MDB     | 27.640  |
| Arnaldo Prieto                 | ARENA   | 27.621  |
| Henrique Henkin                | MDB     | 27.432  |
| Jairo Brum                     | MDB     | 26.444  |
| Unírio Machado                 | MDB     | 25.816  |
| Aldo Fagundes                  | MDB     | 25.815  |
| Arlindo Kunzler                | ARENA   | 25.548  |
| José Mandelli Filho            | MDB     | 25.509  |
| Caruso da Rocha                | MDB     | 25.170  |
| Flores Soares                  | ARENA   | 24.536  |
| Norberto Schmidt               | ARENA   | 24.030  |
| Daniel Faraco                  | ARENA   | 24.022  |
| Vasco Amaro                    | ARENA   | 22.855  |
| Vítor Issler                   | MDB     | 21.307  |
| Zaire Nunes                    | MDB     | 19.148  |
| Nadir Rosseti                  | MDB     | 19.023  |
| Paulo Brossard                 | MDB     | 19.014  |
| Rondônia                       |         |         |
| Paulo Nunes Leal               | ARENA   | 4.352   |
| Roraima                        |         |         |
| Atlas Cantanhede               | ARENA   | 2.311   |
| Santa Catarina                 |         |         |
| Genésio Miranda Lins           | ARENA   | 50.315  |
| Ademar Ghisi                   | ARENA   | 45.890  |
| Lígia Doutel de Andrade        | MDB     | 43.495  |
| Paulo Macarini                 | MDB     | 41.060  |
| Aroldo Carvalho                | ARENA   | 37.353  |
| Osmar Cunha                    | ARENA   | 37.321  |
| Joaquim Ramos                  | ARENA   | 36.372  |
| Albino Zeni                    | ARENA   | 35.186  |
| Carneiro de Loyola             | ARENA   | 31.020  |
| Romano Massignan               | ARENA   | 26.507  |
| Osni Régis                     | ARENA   | 22.306  |
| Lenoir Vargas                  | ARENA   | 20.736  |
| Osmar Dutra                    | ARENA   | 20.066  |
| Doin Vieira                    | MDB     | 18.705  |
| São Paulo                      |         |         |
| Edmundo Monteiro               | ARENA   | 107.300 |
| Cunha Bueno                    | ARENA   | 93.862  |
| Herbert Levy                   | ARENA   | 81.271  |
| Franco Montoro                 | MDB     | 80.315  |
| Mário Covas                    | MDB     | 72.922  |
| Ademar de Barros Filho         | MDB     | 68.575  |
| Oscar Pedroso Horta            | MDB     | 47.816  |
| Baldacci Filho                 | MDB     | 47.216  |
| Roberto Cardoso Alves          | ARENA   | 47.003  |
| Celso Amaral                   | ARENA   | 45.050  |
| Chaves Amarante                | MDB     | 44.061  |
| Yukishigue Tamura              | ARENA   | 41.919  |
| Arnaldo Cerdeira               | ARENA   | 41.394  |
| Israel Dias Novaes             | ARENA   | 38.304  |
| Evaldo Pinto                   | MDB     | 36.854  |
| Cantídio Sampaio               | ARENA   | 34.733  |
| Ivete Vargas                   | MDB     | 34.491  |
| Levi Tavares                   | MDB     | 32.827  |
| Anacleto Campanella            | MDB     | 31.660  |
| João Batista Ramos             | ARENA   | 31.442  |
| Amaral Furlan                  | MDB     | 30.853  |
| David Lerer                    | MDB     | 30.344  |
| Athiê Jorge Coury              | MDB     | 29.240  |
| Nicolau Tuma                   | ARENA   | 28.713  |
| Rui de Almeida Barbosa         | ARENA   | 28.645  |
| Dias Menezes                   | MDB     | 28.361  |
| Ernesto Pereira Lopes          | ARENA   | 27.951  |
| Ulysses Guimarães              | MDB     | 26.863  |
| José Resegue                   | ARENA   | 26.167  |
| Antônio Feliciano              | ARENA   | 25.301  |
| José Lurtz Sabiá               | MDB     | 23.978  |
| Francisco Amaral               | MDB     | 23.724  |
| Dorival de Abreu               | MDB     | 23.268  |
| Ferraz Egreja                  | ARENA   | 22.413  |
| Armindo Mastrocola             | ARENA   | 22.278  |
| André Broca Filho              | ARENA   | 22.159  |
| Ortiz Monteiro                 | ARENA   | 21.936  |
| Paulo Abreu                    | ARENA   | 21.572  |
| Padre Godinho                  | MDB     | 20.922  |
| Ítalo Fittipaldi               | ARENA   | 20.626  |
| Hamilton Prado                 | ARENA   | 20.083  |
| Santilli Sobrinho              | MDB     | 20.011  |
| Plínio Salgado                 | ARENA   | 18.989  |
| Maurício Goulart               | MDB     | 19.182  |
| Braz Nogueira                  | ARENA   | 18.449  |
| Hélio Navarro                  | MDB     | 18.330  |
| Henrique Turner                | ARENA   | 18.199  |
| Sussumu Hirata                 | ARENA   | 17.964  |
| Pedro Marão                    | MDB     | 17.733  |
| Aniz Badra                     | ARENA   | 17.663  |
| Adalberto Camargo              | MDB     | 17.566  |
| Prestes de Barros              | MDB     | 16.742  |
| Harry Normanton                | ARENA   | 16.609  |
| Gastone Righi                  | MDB     | 16.447  |
| Alceu Carvalho                 | MDB     | 16.105  |
| Nazir Miguel                   | ARENA   | 15.794  |
| Lacorte Vitale                 | ARENA   | 15.405  |
| Bezerra de Melo                | ARENA   | 15.192  |
| Marcos Kertzmann               | ARENA   | 15.191  |
| Sergipe                        |         |         |
| Augusto Franco                 | ARENA   | 21.360  |
| Arnaldo Garcez                 | ARENA   | 13.696  |
| José Carlos Teixeira           | MDB     | 13.225  |
| Raimundo Diniz                 | ARENA   | 12.825  |
| João Machado Rollemberg        | ARENA   | 12.496  |
| Luís Garcia                    | ARENA   | 12.278  |
| Passos Porto                   | ARENA   | 8.899   |